# Arthur Wing Pinero
Sir Arthur Wing Pinero (Islington, 24 maggio 1855 – Londra, 23 novembre 1934) è stato un drammaturgo britannico.
Numerosi suoi lavori vennero adattati per il cinema già dal 1913 e il suo nome compare nella sceneggiatura di circa quaranta film.

## Biografia
Attore di modeste qualità, esordì come autore teatrale nel 1877, con una commedia brillante (Duecento sterline l'anno) che ottenne un certo successo. Ma la sua fama fu affidata soprattutto a drammi di stampo ibseniano (La Seconda Moglie [The Second Mrs. Tanquery], 1893), che egli alternò alle commedie sentimentali (La casa in ordine, 1906; Il villino incantato, 1922) e a farse di costume (L'allegro lord Quex, 1899). La sua opera, apprezzata per la sapiente struttura scenica e la finezza del dialogo, contribuì in misura notevole al rinnovamento della tecnica teatrale inglese del tempo.
Il Garrick Theatre, inaugurato il 24 aprile 1889, aprì con la messa in scena di un'opera di Pinero, The Profligate.

## Spettacoli teatrali
- Letty, prodotto da Charles Frohman e interpretato da William Faversham fu messo in scena a Broadway all'Hudson Theatre il 12 settembre 1904[2].

## Filmografia (parziale)
- The Second Mrs. Tanqueray, regia di Arthur Maude (1913)
- Sweet Lavender, regia di Cecil M. Hepworth - da Sweet Lavender  (1915)
- Trelawny of the Wells, regia di Cecil M. Hepworth - da Trelawny of the Wells  (1916)
- Bonds of Love, regia di Reginald Barker - da His House in Order (1919)
- The Mind-the-Paint Girl, regia di Wilfrid North - lavoro teatrale (1919)
- The Loves of Letty, regia di Frank Lloyd (1919) - Letty, lavoro teatrale
- The Gay Lord Quex, regia di Harry Beaumont - lavoro teatrale (1919)
- His House in Order, regia di Hugh Ford (1920)
- A Slave of Vanity, regia di Henry Otto - da Iris (1920)
- The Truth About Husbands, regia di Kenneth S. Webb (1920)
- The Enchanted Cottage, regia di John S. Robertson - lavoro teatrale (1924)